# Takuma Asano
Takuma Asano , född 10 november 1994 i Komono, är en japansk fotbollsspelare som spelar för spanska Mallorca. Han har även spelat för det japanska landslaget.

## Klubbkarriär
I juli 2016 värvades Asano av Arsenal från Sanfrecce Hiroshima. Asano lånades ut till VfB Stuttgart över säsongerna 2016/2017 och 2017/2018. Säsongen 2018/2019 var han utlånad till Hannover 96.
Den 1 augusti 2019 värvades Asano av Partizan Belgrad, där han skrev på ett treårskontrakt. Den 23 juni 2021 värvades Asano av VfL Bochum, där han skrev på ett treårskontrakt.
Den 6 juli 2024 värvades Asano av spanska Mallorca, där han skrev på ett tvåårskontrakt.

## Landslagskarriär
I november 2022 blev Asano uttagen i Japans trupp till VM 2022.